# Bisdom Calgary
Het bisdom Calgary (Latijn: Dioecesis Calgariensis) is een rooms-katholiek bisdom met als zetel Calgary, in Canada. Het bisdom is suffragaan aan het aartsbisdom Edmonton.

## Geschiedenis
Het bisdom werd opgericht op 30 november 1912, uit delen van het bisdom Saint-Albert. 

## Parochies
Het bisdom had in 2021 een oppervlakte van 110.500 km2 en telde 1.685.350 inwoners waarvan 31,2% rooms-katholiek was.

## Bisschoppen
- John Thomas McNally (4 april 1913 - 12 augustus 1924)
- John Thomas Kidd (6 februari 1925 - 3 juli 1931)
- Peter Joseph Monahan (10 juni 1932 - 26 juni 1935)
- Francis Patrick Carroll (19 december 1935 - 28 december 1966)
  - Joseph Lawrence Wilhelm (hulpbisschop: 25 juni 1963 - 14 december 1966)
- Francis Joseph Klein (25 februari 1967 - 3 februari 1968)
- Paul John O’Byrne (20 juni 1968 - 19 januari 1998)
- Frederick Bernard Henry (19 januari 1998 - 4 januari 2017)
- William Terrence McGrattan (4 januari 2017 - heden)

Edmonton (aartsbisdom) · Calgary · Saint Paul in Alberta